# Evento catalizzatore
In una sceneggiatura basata sulla struttura restaurativa in tre atti, durante lo svolgersi del Primo Atto si ha il verificarsi di un evento catalizzatore, esso può essere l'evento che rompe una monotonia. Essendo questo modello fortemente basato sul personaggio, è la sua motivazione a mandare in avanti la storia. Tale motivazione attraversa con gli atti tre fasi. Nel Primo Atto, una volta delineati i personaggi primari e secondari e la situazione, si ha questo tipo di evento, in anticipo sul plot point. L'evento catalizzatore fa partire il meccanismo dell'azione; ad esempio, in un film thriller, il catalizzatore può essere un omicidio che porta un investigatore ad intraprendere la ricerca del colpevole. Ci sono tre tipi di catalizzatori: il primo esempio sono le “azioni specifiche”, eventi esterni al protagonista ma senza i quali la storia non potrebbe andare avanti; in questo caso il catalizzatore non introduce direttamente il personaggio, ma ne determina il conflitto in attesa della sua presentazione. Si hanno poi catalizzatori espressi attraverso “dialogo”, cioè informazioni che il protagonista ottiene in qualche modo, e catalizzatori “situazione”. In tutti e tre i casi, il catalizzatore è un passaggio obbligato che mette a fuoco la motivazione del protagonista indirizzando la storia verso l'intreccio che il personaggio incrocerà durante il Primo Atto.